# Paul Déroulède

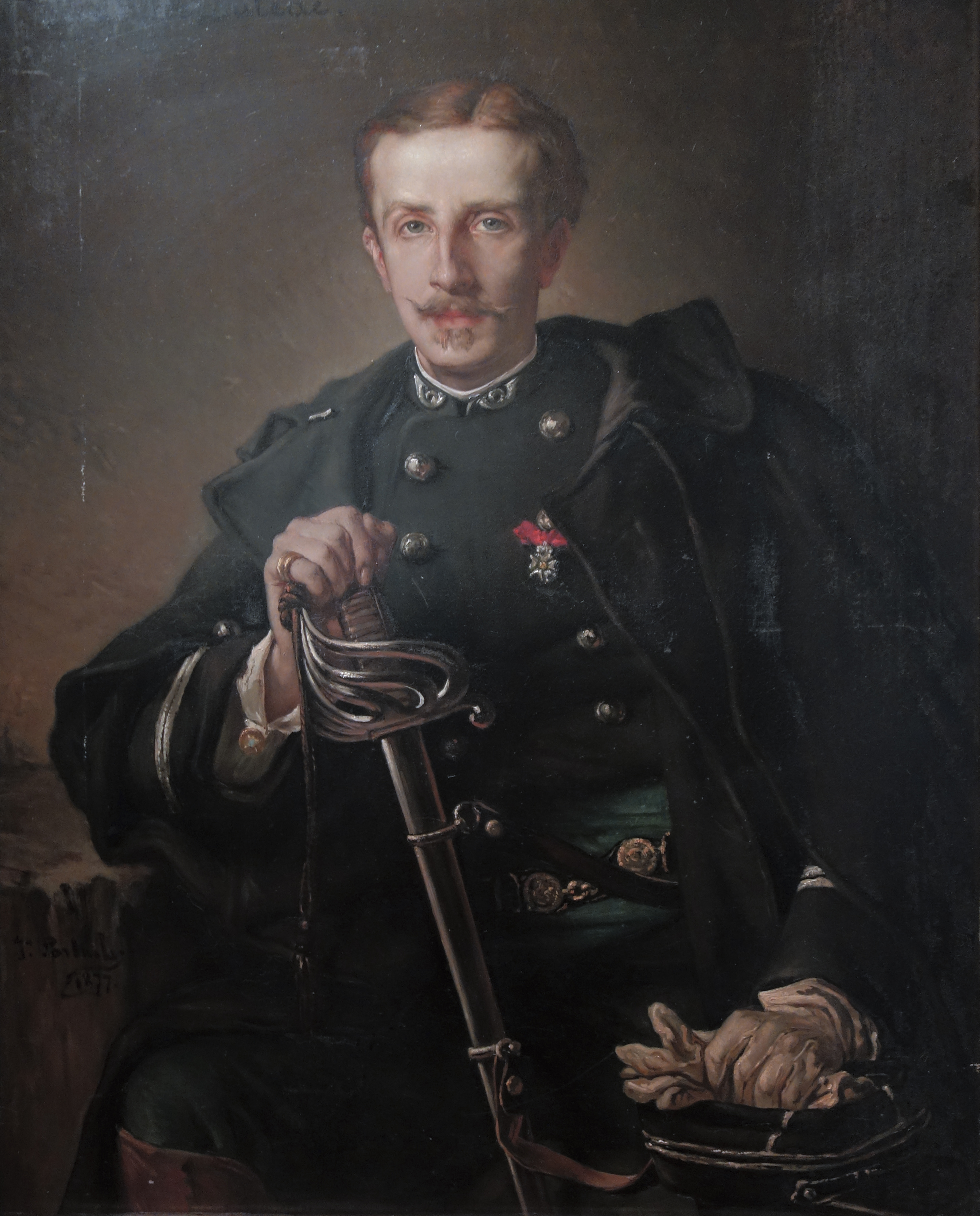
Paul Déroulède (Jean-François Portaels, 1877)

Paul Déroulède (Parijs, 2 september 1846 - Montboron bij Nice, 30 januari 1914) was een Frans auteur, ultranationalistisch politicus, revanchist en Anti-Dreyfusard.

## Vroege leven
Paul Déroulède werd op 2 september 1846 geboren in Parijs. Hij debuteerde als dichter onder het pseudoniem Jean Rebel in de Revue Nationale (Nationaal Tijdschrift). Hij maakte ook carrière als toneelschrijver. In 1869 verscheen het stuk Juan Strenner van zijn hand. Dit stuk werd opgevoerd in de Théâtre Français. Tijdens de Frans-Duitse Oorlog was hij militair. Hij raakte tijdens de Slag bij Sedan gewond en werd door de Duitsers gevangengenomen. Hij werd als krijgsgevangene naar Breslau (Wrocław) gevoerd, maar wist te ontsnappen. Hij sloot zich weer aan bij het Franse leger en diende onder Antoine Chanzy en Charles-Denis Bourbaki. Vervolgens maakte hij de desastreuze aftocht naar Zwitserland (februari 1871) mee. Déroulède nam deel aan de onderdrukking van de Commune van Parijs en nam, als luitenant, ontslag uit het leger.

## Leven na deFrans-Duitse Oorlog
Paul Déroulède legde zich na de Frans-Duitse oorlog aanvankelijk toe op het schrijven van patriottische gedichten. In 1872 verscheen de nationalistische dichtbundel Chants du Soldat. Deze dichtbundel genoot een enorme populariteit en Déroulède werd een beroemdheid. In 1875 verscheen het vervolg, Nouveaux Chants du Soldat. In 1877 legde Déroulède de laatste hand aan zijn toneelstuk L'Hetman. Ter gelegenheid van de Wereldtentoonstelling van 1878 in Parijs, schreef hij de hymne Vive la France, die op muziek werd gezet door Charles Gounod. Zijn drama La Moabite, werd om religieuze redenen gecensureerd.

## Revanchist
Paul Déroulède richtte in 1882 met de historici Henri Martin en Félix Faure de Ligue des Patriotes ("Patriottische Liga") op. Deze buitenparlementaire organisatie was voorstander van een nieuwe oorlog met Duitsland om de smadelijke nederlaag van 1871 te wreken. De Ligue des Patriotes, die al snel 182.000 leden telde, voedde de revanchegedachte. Aanvankelijk was Déroulède vicevoorzitter, en Faure voorzitter van de Ligue, maar in maart 1885 volgde Déroulède Faure op als voorzitter.
Tijdens de opmars van de revanchistische generaal Georges Boulanger, die van 1886 tot 1887 minister van Defensie was, besloot Déroulède's Ligue des Patriotes de generaal te steunen. Déroulède werd een van de belangrijkste steunpilaren van de generaal, ook toen Boulanger in mei 1887 de post van minister van Defensie verloor. Later werd Déroulède gedwongen het voorzitterschap van de Ligue neer te leggen, maar hij bleef invloedrijk binnen de beweging. Na de vorming van de Boulangistische Beweging in het voorjaar van 1888 werd hij een van haar leden. In februari 1889 werd de Ligue de Patriotes verboden omdat de organisatie betrokken zou zijn geweest bij een samenzwering tegen de staat. Op 1 april vluchtte Boulanger naar het buitenland en de Boulangistische beweging verzwakte snel. Ondanks dit alles werd Déroulède bij de parlementsverkiezingen van september 1889 als Boulangist voor Angoulême in de Kamer van Afgevaardigden (Chambre des Députés) gekozen. In 1890 werd hij vanwege zijn talrijke interrupties als kamerlid geschorst.
In 1894 publiceerde hij Chants du Paysan waarin hij de agrariërs als echte Fransen beschreef. In 1895 schreef hij een toneelstuk over de middeleeuwse held Bertrand du Guesclin, die tijdens de Honderdjarige Oorlog de door Engeland veroverde gebieden in Frankrijk heroverde.
Voor de 1898 keerde Déroulède als kamerlid terug. In deze periode maakte hij zich kenbaar als Anti-Dreyfusard en antisemiet. Na de begrafenis van president Félix Faure op 23 februari 1899 trachtte Déroulède, gesteund door generaal Roget, een staatsgreep te plegen. Roget weigerde hieraan mee te doen. Déroulède werd gearresteerd, moest voor de rechter verschijnen, maar werd vrijgesproken (31 mei). Op 12 augustus werd hij opnieuw gearresteerd, samen met André Buffet, Jules Guérin en anderen op verdenking van samenzwering tegen de republiek. Na een lang proces werd hij op 25 januari 1900 veroordeeld tot tien jaar verbanning uit Frankrijk. Hij vestigde zich in San Sebastian. Vanuit Spanje stond hij voortdurend in contact met zijn medestanders. In 1905 kreeg hij ruzie met de Buffet, een monarchist, en daagde hem uit voor een duel in Zwitserland.
In 1905 werd de verbanning opgeheven en keerde Déroulède naar Frankrijk terug. In 1906 werd hij voor het departement Charente in de Kamer van Afgevaardigden gekozen. Zijn invloed onder de nationalisten was tanende en veel van zijn vroegere aanhangers waren nu enthousiaste volgelingen van de Action Française van Charles Maurras geworden.
Paul Déroulède overleed op 67-jarige leeftijd, op 30 januari 1914 in Montboron bij Nice.